# Hands (песня, 2016)
«Hands» — благотворитный сингл, записанный различными исполнителями, как дань уважения жертвам массового убийства в Орландо. Авторами выступили Джастин Трантер, Джулия Майклз и BloodPop, продюсерами — последний и Марк Ронсон. Все доходы от песни помогли семьям, пострадавшим во время стрельбы, и помогли покрыть медицинские расходы и консультационные усилия. Песня была написана на следующий день после убийства.
Примерно 27 артистов помогли в создании песни, которая была выпущена 6 июля 2016 года лейблом Interscope Records и организацией ГЛААД. Выручка от песни была пожертвована в Фонд равенства жертв Флориды, Общественный центр ЛГБТ Центральной Флориды и ГЛААД.

## Предыстория
Песня была задуман Трантером на следующий день после массового убийства в Орландо. В интервью с Billboard, Трантер заявил, что каждому музыканту «назначено […] то, что мы думали, было бы лучшей частью для их голоса». В создании песни помогли более 20 артистов, песня была выпущена 6 июля 2016 года лейблом Interscope Records, при поддержке ГЛААД.

## Исполнители
Источник: Billboard
- Джастин Трантер
- Джулия Майклз
- Imagine Dragons
- BloodPop
- Бритни Спирс
- Селена Гомес
- Марк Ронсон
- Дженнифер Лопес
- Гвен Стефани
- Кейси Масгрейвс
- Джейсон Деруло
- Меган Трейнор
- Хуанес
- Пинк
- Мэри Джей Блайдж
- Холзи
- Трой Сиван
- Тай Херндон
- Адам Ламберт
- Транс-хор Лос-Анджелеса
- MNEK
- Алекс Ньюэлл
- Мэри Ламберт
- Принц Ройс
- Джусси Смоллетт
- Нейт Рюсс
- Ру Пол

## Список композиций
| №  | Название | Длительность |
| -- | -------- | ------------ |
| 1. | «Hands»  | 4:23         |

## Чарты
| Чарт (2016)                      | Высшая позиция |
| -------------------------------- | -------------- |
| US Pop Digital Songs (Billboard) | 30             |

## История релиза
| Страна | Дата        | Формат              | Лейбл            | Примечания |
| ------ | ----------- | ------------------- | ---------------- | ---------- |
| Мир    | 6 июля 2016 | Цифровое скачивание | Interscope ГЛААД | [ 2 ]      |